# Bătălia de la Wavre
Bătălia de la Wavre a opus, în anul 1815, o armată franceză comandată de Emmanuel de Grouchy, mareșal al Imperiului și un corp prusac inferior numeric, comandat de generalul Johann von Thielmann. Deși în cursul zilei de 19 iunie, mareșalul francez a reușit să respingă inamicul, victoria a fost inutilă, din cauza înfrângerii decisive a armatei principale franceze la Waterloo.